# Divja grlica
Divja grlica (znanstveno ime Streptopelia turtur) je ptič iz družine golobov. Gnezdi na širokem območju jugozahodne Palearktike, vključno s severno Afriko, vendar se pozimi seli v severno podsaharsko Afriko.

## Taksonomija
Divjo grlico je leta 1758 znanstveno opisal švedski naravoslovec Carl Linnaeus v deseti izdaji svojega dela Systema Naturae. Uvrstil jo je skupaj z vsemi drugimi golobi v rod Columba in ji dodelil dvočlensko ime Columba turtur. Vrstni pridevek turtur je latinska beseda za grlico. Linné je kot nahajališče navedel "Indijo", kar je bila napaka. Kasneje je bila za tipsko lokacijo določena Anglija. Danes je vrsta uvrščena v rod Streptopelia, ki ga je leta 1855 uvedel francoski ornitolog Charles Lucien Bonaparte.
Priznane so štiri podvrste:
- S. t. turtur ( Linnaeus, 1758) – Evropa, Madeira in Kanarski otoki do zahodne Sibirije
- S. t. arenicola (Hartert, 1894) – severozahodna Afrika do Irana in zahodne Kitajske
- S. t. hoggara (Geyr von Schweppenburg, 1916) – Aïr Massif in gorovje Ahagar (južna Sahara)
- S. t. rufescens (Brehm, CL, 1845) – Egipt in severni Sudan

## Opis in biologija
Divja grlica je nekoliko manjša od ostalih vrst. V dolžino meri med 24 in 29 cm in ima razpon peruti med 47 in 55 cm. Odrasle živali tehtajo med 85 in 170 g. Osnovna barva perja je rjava, ob straneh vratu pa ima divja grlica črno-belo liso. Rep je med letom klinasto oblikovan in ima na zgornji strani v sredini temno pego, ki je obrobljena z belimi peresi. Perje je po krilih cimetasto rjave barve s črnimi obrobami, ti vzorci v perju pa spominjajo na želvji oklep.
Gnezdi na nizkem drevju in grmovju v svetlih hrastovih, bukovih in mešanih gozdovih, pogosto pa se zadržuje tudi v živih mejah in v parkih, kjer se hrani s semeni in žuželkami.
Med evropskimi golobi je divja grlica edina, ki se seli na velike razdalje. Večina primerkov zimo preživi v afriških savanah. V Sloveniji divja grlica gnezdi ponekod na primorskem, severneje pa je le poletna vrsta. 

## Razširjenost in ogroženost
Evropsko poročilo Common Birds 2007 navaja podatek, da je populacija divje grlice v Evropi v zadnjih letih upadla za 62%. Okoljevarstveniki upad populacije pripisujejo spremenjenim načinom kmetovanja, pri čemer je v naravi upadla količina semen in poganjkov poljskega plevela, s katerimi se grlice hranijo. Upad populacije je v manjši meri povezan tudi z odstrelom divjih ptic, ki se še posebej pogosto dogaja v sredozemskih državah. Po poročilu Evropske komisije iz leta 2001 naj bi bilo letno odstreljenih med dva in štiri milijoni ptic, predvsem v Franciji, Italiji, Španiji, Grčiji, Cipru in Malti. Naravovarstveniki še posebej opozarjajo na pomladanski odstrel ptic, ki se vsako leto dogaja na Malti. Malta je namreč edina evropska država, ki dovoljuje odstrel ptic v selitvenem obdobju.